# Port de la Lune
Port de la Lune (Nederlands: Maanhaven) is de oude zeehaven van Bordeaux aan de rivier de Garonne in Frankrijk. In ruimere zin wordt de benaming ook gebruikt voor de gehele oude stad van Bordeaux. De binnenstad van Bordeaux is in 2007 door de UNESCO in zijn geheel op de werelderfgoedlijst geplaatst en was daarmee het eerste stedelijke gebied dat op die lijst kwam.

## Naam
De naam Port de la Lune is afgeleid van de bocht in de Garonne waar de stad aan gelegen is. De voormalige haven en het centrum van Bordeaux liggen op de linkeroever, aan de buitenbocht van die slinger, die er vanaf de heuvels op de rechteroever uitziet als een maansikkel.

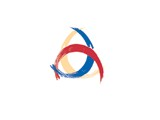
Logo van Bordeaux

wapen van Bordeaux

Deze naam is al eeuwenlang in gebruik en historisch verweven met de stad. Dit gegeven is ook terug te vinden in de heraldiek van de stad: in het logo van de stad worden drie maansikkels afgebeeld die elkaar kruisen. In de stad, maar ook in historische documenten van de stad komt deze afbeelding vaker terug dan het officiële wapen van de stad. Overigens heeft het wapen zelf ook een verwijzing naar deze benaming: onder in het wapen is water afgebeeld met daarin weer een maansikkel.

## Gebiedsbegrenzing
De Port de la Lune, dat in zijn geheel op de werelderfgoedlijst is geplaatst, omvat het gedeelte van de stad dat zich binnen de rivier en de boulevards bevindt, vanaf het Gare de Saint Jean in het zuiden tot de Quai de Bacalan in het noorden, inclusief de Pont de Pierre over de Garonne. Naast de binnenstad bevinden zich in dit gebied ook de wijken Les Chartrons, Saint Seurnin, Saint Michel en Les Capucins, allen gebouwd voor de 20e eeuw, en de wijk Mériadeck, een zakenwijk met veel overheidsinstellingen en hoogbouw, gebouwd in de tweede helft van de 20e eeuw.

## Stadsbeeld

### Binnenstad
Het centrum van Bordeaux, de oude binnenstad, strekt zich uit van Place de la Victoire in het zuiden tot Place de la Comédie in het noorden en tussen Place Pey Berland in het westen en de Garonne in het oosten, over het gebied dat eens binnen de stadsmuren gelegen was. Tussen Place de la Victoire en Place de la Comédie ligt de bijna anderhalve kilometer lange, kaarsrechte winkelstraat Rue Sainte-Catherine. Ten westen van deze straat liggen wijken met veel winkels en Place Pey Berland, met de kathedraal Saint-André en de  Tour Pey Berland, en het Palais Rohan, waar het stadhuis gevestigd is.
De westgevel van de kathedraal is een stuk van de voormalige stadsmuren. Bij het binnengaan van de kerk aan deze zijde valt op dat in de kerk eerst een aantal treden afgedaald moet worden. Oorspronkelijk waren er in het ontwerp van de kerk vier klokkentorens voorzien, maar door het verzakken van de eerste twee gebouwde torens in de moerasachtige bodem, werd van de bouw van de andere twee afgezien. Een van de belangrijkste gebeurtenissen die zich in de kerk af heeft gespeeld, is het huwelijk tussen Eleonora van Aquitanië en Lodewijk VII van Frankrijk.

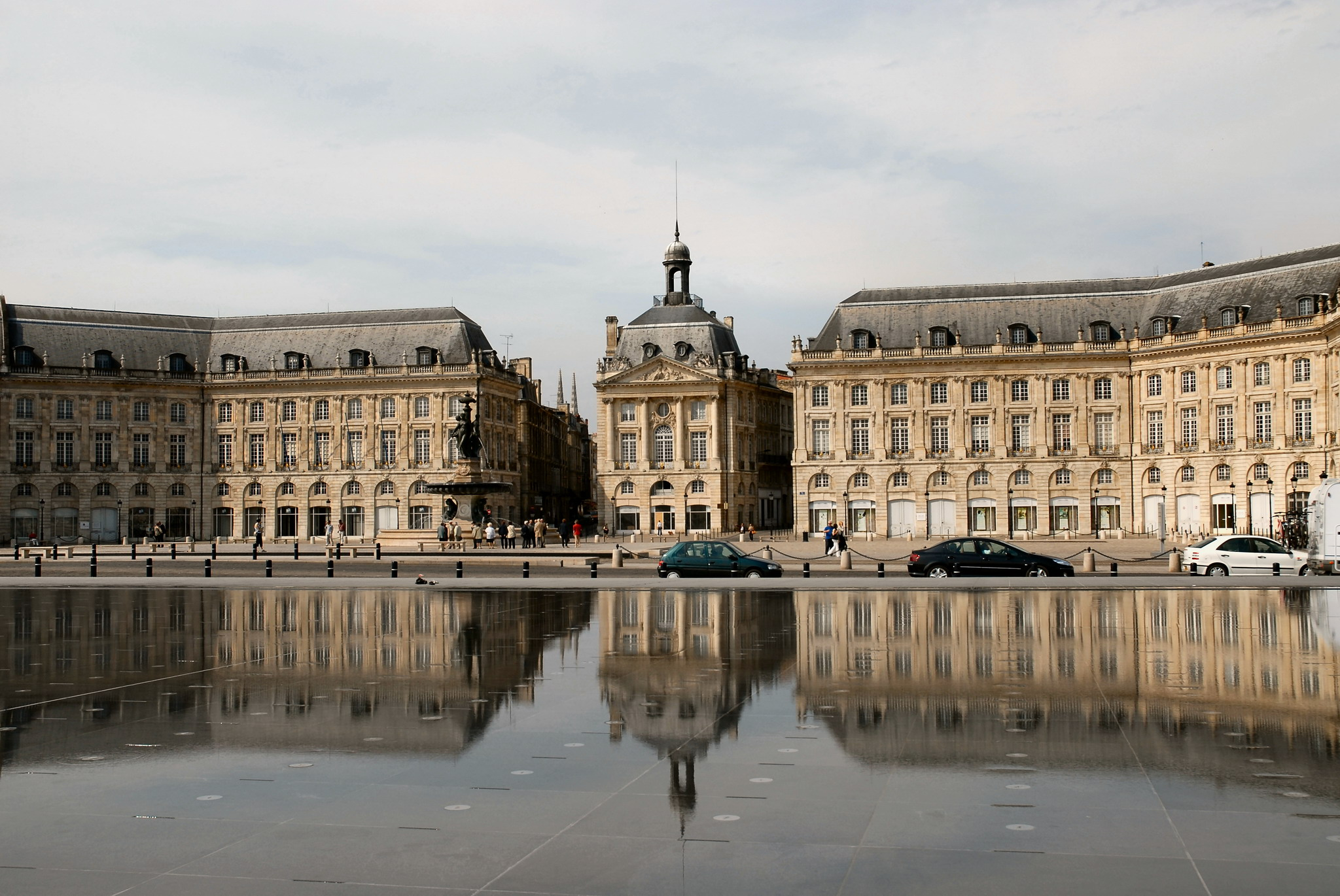
Place de la Bourse

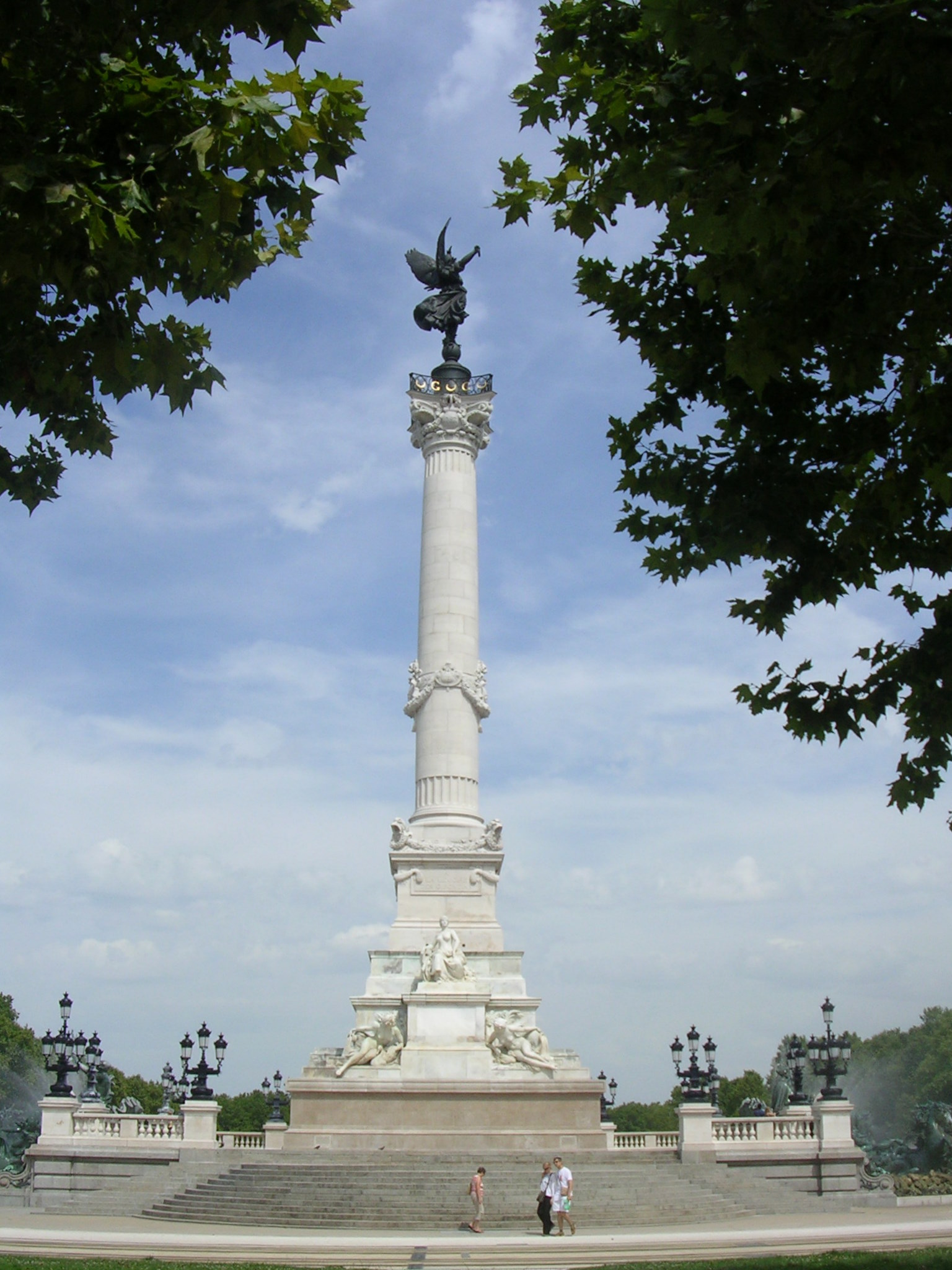
Het monument voor de Girondijnen

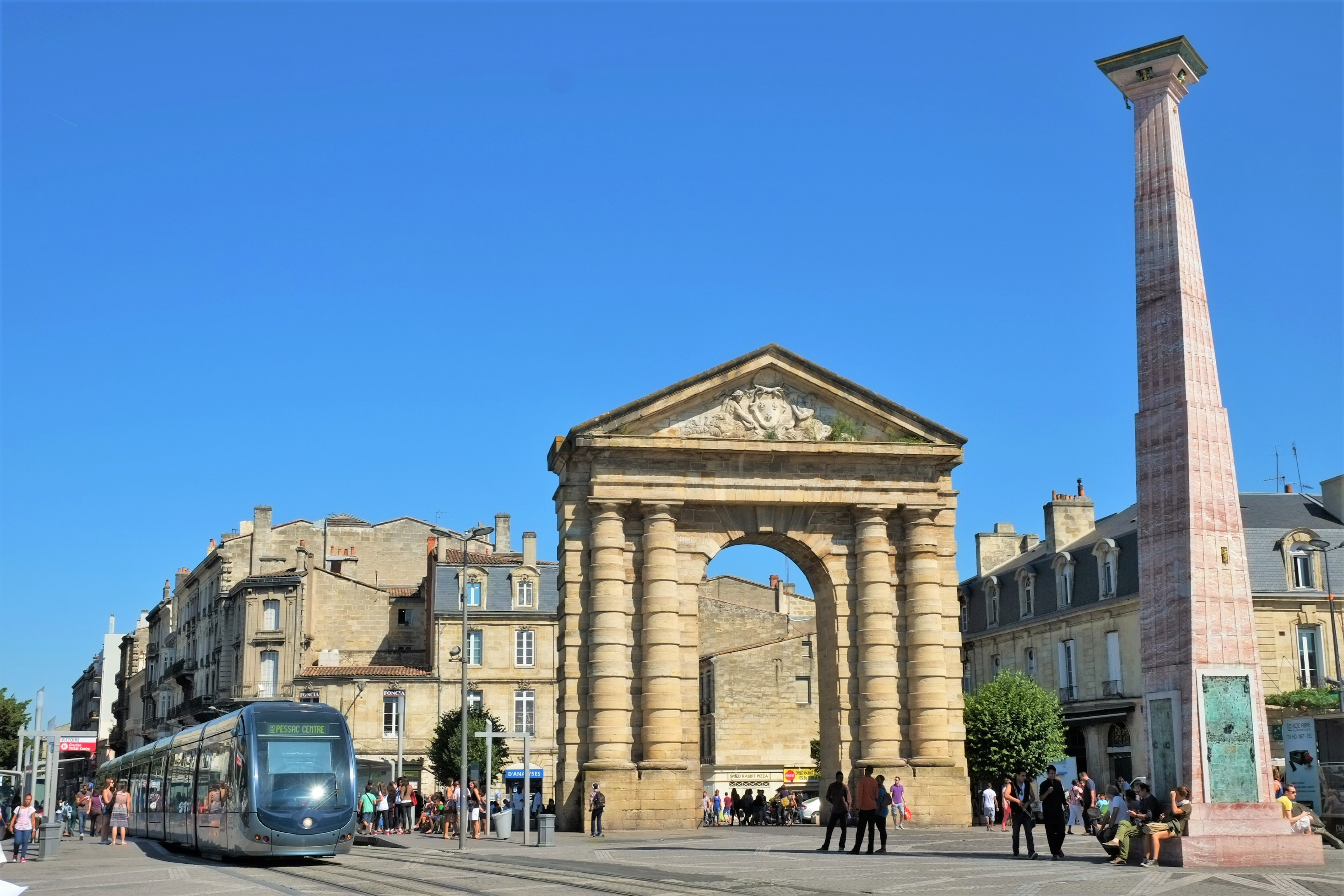
Place de la Victoire

Tussen de Rue Sainte-Catherine en de rivier bevinden zich met name woonwijken. De meest bezienswaardige daarvan is de middeleeuwse wijk Saint-Pierre, met in het midden de pleintjes Place Saint-Pierre en Place du Parlement. Rue Saint-Rémi loopt tussen de Rue Sainte-Catherine en de beurs aan de rivier. In deze straat zijn veel restaurants te vinden. Over een lengte van drie kilometer heeft de binnenstad aan de kades van de Garonne een rij uniforme, classicistische gevels, enkel onderbroken door de monumentale Porte de Bourgogne en de Porte Cailhau. Aan de noordkant van deze kades ligt het Palais de la Bourse, gebouwd halverwege de 18e eeuw, voormalige zetel van de douane en de zeevaartbeurs. De kades zelf zijn onderwerp geweest van een groots stadsvernieuwingsproject: eens lag hier een brede stadssnelweg met acht rijstroken, dit is omgevormd in een lang park, met een trambaan, meerdere terrassen, een fietspad, sportaccommodaties, etc. Tussen de beurs en Rue Sainte-Catherine loopt de Rue Saint-Rémi, waar veel restaurants te vinden zijn.

### Allées de Tourny, Triangle d'Or, Quinconces
De Rue Sainte-Catherine komt aan de noordkant uit op Place de la Comédie. De driehoek Place de la Comédie, Place des Quinconces en Place de Tourny is als stadsvernieuwingsplan in zijn geheel vormgegeven in de 18e eeuw. In die eeuw werd Bordeaux als stedenbouwkundige proeftuin gebruikt voor Parijs. De Allées de Tourny stonden model voor een aantal van de grote boulevards die in die tijd in de Franse hoofdstad aan werden gelegd en een eeuw later ook voor de werken van de baron Haussmann, ook in Parijs. Het Grand Théâtre de Bordeaux zou model gestaan hebben voor de Opéra Garnier. In deze wijk, net als in die rondom het stadhuis, bevinden zich veel winkels in luxe-artikelen, prestigieuze cafés en grote banken en andere financiële instellingen. Vooral langs de Cours de l'Intendance bevinden zich de gevels van luxueuze gebouwen.
De Place des Quinconces is het grootste plein van Frankrijk en het op vier na grootste plein van Europa. Het ligt op de plaats waar voorheen het Château Trompette lag, een fort gebouwd na de Honderdjarige Oorlog door de Franse koning Karel VII, om de Engelsgezinde burgerij onder de duim te houden. Op het plein staat het Monument aux Girondins, een zuil ter nagedachtenis aan de girondijnen. Deze politieke factie gaf mee vorm aan de Franse Revolutie, maar verloor zijn overwicht door een machtsgreep en werd vanaf dan vervolgd.

### Saint Michel, Les Capucins, La Victoire
In het verlengde van de oost-west-as Cours Victor Hugo die de binnenstad doorsnijdt en waaraan de monumentale poort de Grosse Cloche (een belfort) zich bevindt, ligt de Pont de Pierre over de Garonne. Ten zuiden daarvan, ingesloten door de rivier en de Rue Sainte-Catherine ligt de volkswijk Saint-Michel, met de karakteristieke Sint-Michielsbasiliek, waarvan de toren van ver af te zien is en die la flèche, de pijl, genoemd wordt. In deze wijk wonen veel immigranten; er bevinden zich vele Noord-Afrikaanse en Antilliaanse eethuisjes en winkeltjes.
Aan de rand van deze wijk, aan het zuidelijke uiteinde van Rue Sainte-Catherine, ligt de Place de la Victoire met de Porte d'Aquitaine. De wijk rondom dit plein wordt met dezelfde naam aangeduid. In deze wijk wonen veel studenten. Ook in deze wijk staat de Marché des Capucins, de centrale markthallen van de stad en sinds de opknapbeurt eind jaren 1990 niet meer het middelpunt van dakloos en drugsgebruikend Bordeaux.

### Les Chartrons
Buiten het stadscentrum liggen een aantal andere belangrijke wijken die onder de Port de la Lune vallen. Ten noorden, aan de andere kant van de Place des Quinconces ligt de wijk Chartrons. Deze is in dezelfde tijd aangelegd als de Allées de Tourny met luxe huizen in Lodewijk XV-stijl, met in het midden de Notre-Dame des Chartrons. In deze wijk woonden en wonen de wijnhandelaren die er ook hun bedrijven hebben. Er zijn hier statige huizen, maar ook grote, oude opslagruimtes. Sinds de aanleg van de tram in 2004 is de wijk erg in de mode bij yuppies en tweeverdieners met cafés en restaurantjes. Ook is er het CAPC gevestigd, het museum voor moderne kunst.

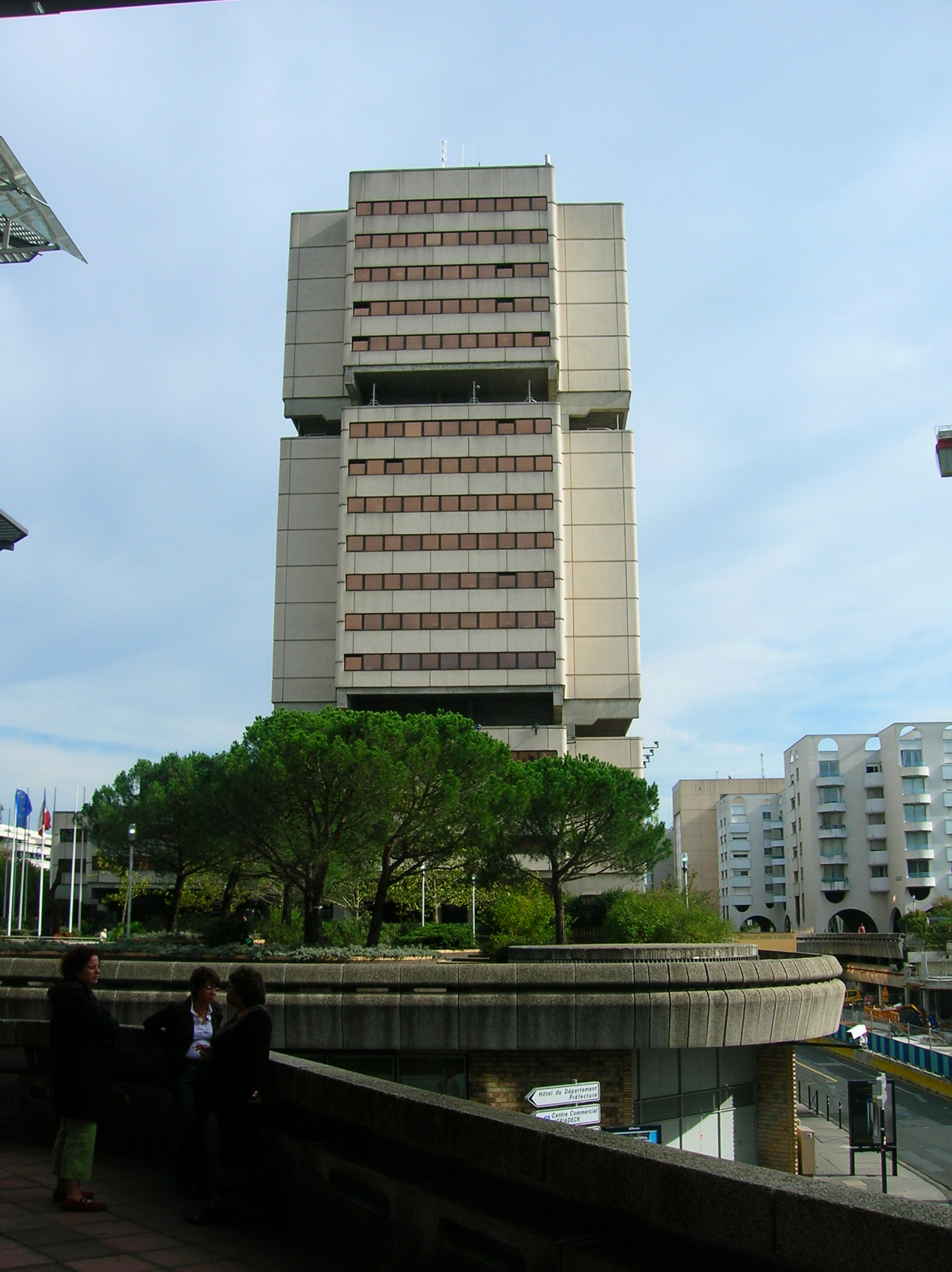
Zetel van het bestuur van de agglomeratie in Mériadeck

### Saint Seurnin, Mériadeck
Grand Parc en Saint Seurnin, die ten westen van deze wijk en Place Gambetta liggen, zijn de wijken van de oudere bourgeoisie. In deze wijken bevinden zich de stadsparken: de Jardin Public en het Grand Parc Bordelais.
Ook in het westen van de stad, direct achter het stadhuis, ligt de moderne wijk Mériadeck, in de jaren 1960 opgetrokken op de plaats van een arme arbeiderswijk. Deze wijk is de zakenwijk van de stad, met een groot winkelcentrum, grote kantoren, en de zetel van het regio- en het departementsbestuur (de préfecture).

## UNESCO werelderfgoedlijst
In 2007 is het historische centrum van Bordeaux op de werelderfgoedlijst van de UNESCO geplaatst. Het is het eerste stedelijke geheel dat op die lijst gezet werd. 1810 van de 4455 hectare van de stad vallen sindsdien onder de speciale monumentenzorg die de plaatsing op deze lijst vereist. Daaromheen is er nog eens een gebied van 3725 hectare dat speciale aandacht krijgt en als een buffer rondom het erfgoed functioneert.
De UNESCO maakt in haar beschrijving van het erfgoed een bijzondere aantekening van het feit dat de plek waar de stad ligt permanent bewoond is geweest sinds de Romeinen, en dat alle periodes van deze bewoning haar sporen achter hebben gelaten in het huidige stadsbeeld. Ook wordt er een speciale melding gemaakt van de classicistische gebouwen die uit de 18e eeuw stammen, een tijd waarin de stedelijke architectuur grote veranderingen onderging.